# بوكت (ديزجرود الشرقي)
بوكت (بالفارسية: بوکت) هي قرية تقع في إيران في أذربيجان الشرقية. يقدر عدد سكانها بـ 463 نسمة بحسب إحصاء 2016.